# Мачехін Юрій Павлович
Мачехін Юрій Павлович (23 червня 1949, Тбілісі, ГРСР — 11 вересня 2023, Харків) — український науковець, фахівець в галузі електротехніки, доктор технічних наук (2006), професор кафедри фізичних основ електротехніки (2012), лауреат Державної премії України у галузі науки і техніки (1998).

## Біографія
Юрій Мачехін народився 23 червня 1949 року у м. Тбілісі. 1971 року він завершив навчання за спеціальністю «Електроніка та радіофізика» у Харківському інституті радіоелектроніки.
У період з 1973 по 2006 рік він працював на різних посадах у Національному науковому центрі Інститут метрології (м. Харків), у тому числі й заступником генерального директора Національного наукового центру (з 2001 по 2006 роки).
1981 року ним була захищена кандидатська дисертація на базі Харківський національний університет імені М. Горького, а через три роки він отримав звання старшого наукового співробітника.
Через 10 років став доцентом кафедри метрології та вимірювальної техніки.
2006 року захистив докторську дисертацію.
З 2006 року і до сьогодні він працює в Харківському національному університеті радіоелектроніки. 
У різний час обіймав посади завідувача кафедри фізичних основ електронної техніки та кафедри «Фотоніка та лазерна інженерія» (2006—2020) та професора кафедри фізичних основ електронної техніки (з 2012). 
Помер 11 вересня 2023 року. 

## Наукова робота
Наукові дослідження щодо фізичних закономірностей стабілізації частот газових лазерів. Вперше провів експериментальні дослідження газових лазерів режимів динамічного хаосу. Встановив оптимальні умови формування природних реперів для стабілізації частоти гелій-неонових (Не-Ne) лазерів. Розробив принципи метрологічного забезпечення лазерів як засобів вимірювання довжини, науково забепечив створення Державного еталону одиниці довжини України на основі групового лазерного еталону.
Ключовими напрямами наукової роботи Юрія Мачехіна є:
- проектування лазерів з високими характеристиками стабільності;
- лазерні методи дослідження та навігації;
- лазерна інформаційно-вимірювальна техніка для задач військового призначення;
- нелінійна метрологія[1].

Він входить до складу редколегії науково-технічних журналів «Прикладна радіоелектроніка» та «Світлотехніка і електроенергетика».

## Творчий доробок
Юрій Мачехін автор понад 400 публікацій  [Архівовано 24 червня 2021 у Wayback Machine.], у тому числі 7 монографій, 16 патентів: Має наукові публікації, які цитуються у наукометричній бвзі Scopus  [Архівовано 12 квітня 2022 у Wayback Machine.].
- Мачехин Ю. П. Физические модели анализа результатов измерений // Измерительная техника. — 2005. — № 6. — С. 25–30.

- Мачехин Ю. П. Источник высокостабильного лазерного излучения в диапазоне 1,5 мкм // Прикладная электроника. — 2005. — № 2. — С. 236—240.

- Мачехин Ю. П. Основные принципы построения волоконно-оптической системы регистрации метана в воздухе // Прикладная электроника. — 2005. — № 3. — С.326–331.

- Мачехин Ю. П., Негрийко А. М., Соловьев В. С., Яценко Л. П. Оптические стандарты частоты. Часть 1. е-Ne/I2 лазеры, практика создания и эксплуатации. // Харьков, Коллегиум, 2010. — С. 144.
- Исследование свойств электроуправляемых фазовых пластинок для применения в лазерной технике / А. С. Гнатенко, Ю. П. Мачехин, В. П. Обозная // Прикладная радиоэлектроника. - 2017. - Т. 16, № 1-2. - С. 88-92.
- Сверхизлучение нанолазеров в информационно-измерительных процедурах / Ю. П. Мачехин, Ю. С. Курской, А. С. Гнатенко, В. А. Ткаченко // Радіофізика та електроніка. - 2018. - Т. 23, № 2. - С. 61-68.
- Мачехин Ю. П. Составление модели измерений в нелинейных динамических системах / Ю. П. Мачехин, Ю. С. Курской // Метрологія та прилади. - 2018. - № 1. - С. 58-62.
- Мачехин Ю. П. Физико-математические основы измерений в нелинейных динамических системах / Ю. П. Мачехин, Ю. С. Курской, А. С. Гнатенко // Радиотехника. - 2018. - Вып. 192. - С. 102-105.
- Мачехин Ю. П. Пересмотр определений основных физических величин / А. С. Гнатенко, Ю. П. Мачехин // Метрологія та прилади, 2020. – Т.84, № 6 – С. 44–47.

## Нагороди
- Лауреат Державної премії України у галузі науки і техніки (1998)[12]
- Почесний знак «За заслуги в метрології стандартизації, сертифікації та акредитації» (1999)
- Грамота Верховної Ради України (2010)[13]
- Подяка Міністерства науки і освіти України (2020)[14]